# Pasul Cărpineni
Pasul Cărpineni este o trecătoare situată la altitudinea de 980 m între Munții Ciucului – aflați la vest și Munții Nemira – aflați la est, care face legătura între valea Uzului – aflată la nord și Depresiunea Târgu Secuiesc – aflată la sud.

## Date geografice
Trecătoarea este situată pe cumpăna apelor dintre văile Apa Lină – aflată la nord și Estelnic – aflată la sud , în arealul satului Cărpinenii.
La vest de trecătoare se găsește vârful Polia (1199 m), care aparține culmii principale a Munților Ciucului, iar la est se află vârful Răchitiș (1179 m), care aparține culmii secundare Capul Vitei – Răchitiș, din Munții Nemira.
Prin pas, se realizează comunicarea între satele Valea Uzului, Comuna Sânmartin, Harghita – aflat la nord și Estelnic, Comuna Estelnic, Covasna - aflat la sud.

## Obiective turistice de interes situate în apropiere
- Tinoavele Apa Lină și Apa Roșie[5]
- La vest de pas se află izvorul Perla Cașinului, din Depresiunea Cașin.[2]
- Spre nord se găsesc Cheile Uzului[2] și Cimitirul Eroilor din Valea Uzului
- Izvoarele minerale de la Estelnic, cel mai cunoscut fiind Fântâna lui Hristos[6]